# Gabriela Koukalová
Gabriela Koukalová (n. 1 noiembrie 1989, Jablonec nad Nisou⁠(d), Republica Socialistă Cehă, Cehoslovacia) este o biatlonist, medaliată olimpică. A participat la 2 ediții ale Jocurilor Olimpice (2010, 2014) în care a câștigat două medalii de argint și o medalie de bronz.